# Svatý Abudemius
Abudemius byl řecký světec a mučedník, pocházející z ostrova Ténedos.

## Život
Byl pronásledován a mučen za panování císařů Diocletiana nebo Juliana. Důvodem k mučení byl jeho odmítavý postoj ke konzumaci masa obětované modlám. Později o něm vznikly četné legendy.
V Římském martyrologiu je připomínán 15. července.
Text z Martyrologia: Na ostrově Ténedos, v Egejském moři, na pobřeží Helléspontu, svatý Abudemius mučedník.